# Easy (Sugababes)
Easy è un singolo del gruppo musicale britannico Sugababes, pubblicato il 6 novembre 2006 come unico estratto dal primo album di raccolta Overloaded: The Singles Collection.
La canzone è stata scritta dalle Sugababes insieme a Jason Pebworth e George Astasio e prodotta da Brio Taliaferro ed è una delle due canzoni inedite incluse nella prima raccolta del gruppo, Overloaded: The Singles Collection, di cui è stata l'unico singolo estratto.

## Video musicale
Il videoclip è stato diretto da Tim Royes, deceduto poco dopo averlo girato. Le Sugababes hanno così dedicato il video per il singolo successivo, About You Now al regista. Girato in uno studio di Londra nel settembre 2006 ed è stato presentato nella settimana del 2 ottobre 2006, il video inizia con una bottiglia aperta di smalto posata su un tavolo. Keisha Buchanan appare sdraiata in una stanza buia, mentre canta si comporta in modo molto sensuale. Nella scena successiva, Heidi Range è al lavandino di un bagno con una parrucca rossa e un costume di lattice (che richiama il video di Britney Spears per Toxic) mentre succhia un lecca-lecca. Mentre canta, balla guardandosi allo specchio per poi uscire dalla stanza. Nel ritornello, Keisha canta e balla in un bagno scuro. Amelle Berrabah appare posizionandosi tra i due muri del cubicolo di un gabinetto. Heidi entra nel bagno e tutte e tre continuano a cantare assieme, ballando in tre cubicoli separati.
Durante il bridge della canzone, cantano in vestiti greci. Nel ritornello finale, la scena torna nei cubicoli del bagno dove le tre ballano roboticamente.

## Tracce
CD-Maxi (Island 06025 1713080 (UMG) / EAN 0602517130807)
1. Easy – 3:39
2. Easy (Seamus Haji & Paul Emanuel Remix) – 5:30
3. Easy (Seamus Haji & Paul Emanuel Dubstrumental) – 5:31
4. Hole in the Head (Live At V Fesetival) – 4:55

CD-Single (Island 06025 1712665 (UMG) / EAN 0602517126657)

## Classifiche
| Classifica (2006) | Posizione raggiunta |
| ----------------- | ------------------- |
| Belgio (Fiandre)  | 3                   |
| Regno Unito       | 8                   |
| Finlandia         | 12                  |
| Danimarca         | 13                  |
| Norvegia          | 18                  |
| Irlanda           | 18                  |
| Austria           | 23                  |
| Germania          | 26                  |
| Svizzera          | 30                  |
| Paesi Bassi       | 45                  |
| Svezia            | 56                  |